# 1875
1875 (MDCCCLXXV) fue un año común comenzado en viernes según el calendario gregoriano.

## Acontecimientos

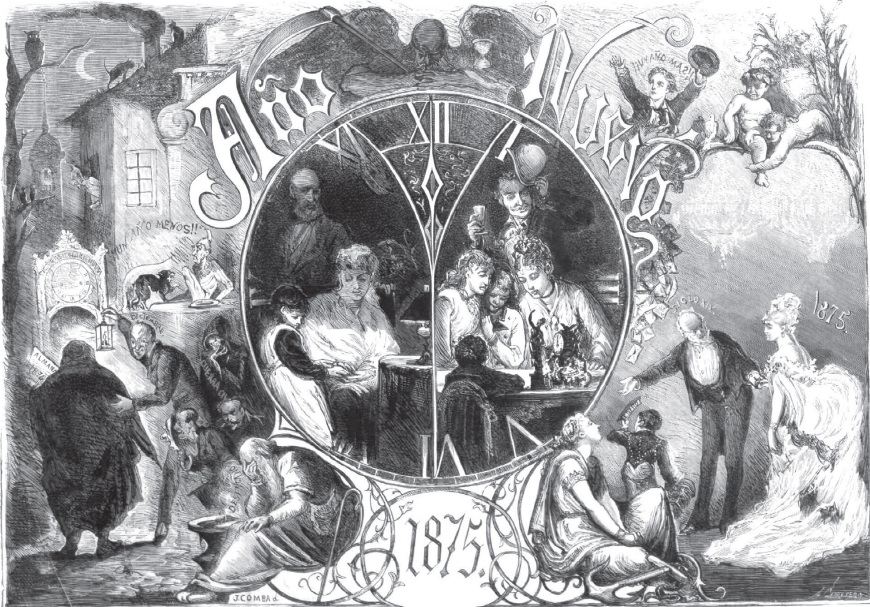
Alegoría del año 1875; grabado de Arturo Carretero y Sánchez de dibujo de Juan Comba publicado el 8 de enero de 1875 en las páginas de La Ilustración Española y Americana.

### Enero
- 5 de enero: en París, Francia, se inaugura la Ópera Garnier.
- 9 de enero: llega a Barcelona, España el rey español Alfonso XII procedente de Marsella a bordo de la fragata de hélice Navas de Tolosa.
- 11 de enero: en Valencia desembarca el rey español Alfonso XII, y se dirige hacia Madrid para ocupar el trono de España.

### Febrero
- 3 de febrero: durante la Tercera Guerra Carlista se produce la Sorpresa de Lácar, suceso en el que Alfonso XII estuvo a punto de ser capturado por las tropas carlistas.
- 7 de febrero: en París (Francia) se inaugura el edificio de la Ópera, diseñado por Garnier.
- 11 de febrero: en París, Alexandre Dumas ingresa en la Academia Francesa.
- 25 de febrero: Guangxu elegido emperador de China.

### Marzo
- 2 de marzo: Béla Wenckheim es primer ministro del Reino de Hungría.
- 10 de marzo: Louis Buffet es primer ministro de Francia.
- 29 de marzo: en Islandia, erupción del volcán Askja.

### Abril
- 10 de abril: 
  - En Japón, creación de la Orden del Sol Naciente.
  - En Alberta, Canadá, se establece el Fuerte de Calgary, más tarde, a partir del año 1894 la ciudad de Calgary.
- 29 de abril: Portugal aprueba la ley que suprime la esclavitud en todas las provincias de ultramar.

### Mayo
- 3 de mayo: Un terremoto de 6,7 sacude la provincia de Afyonkarahisar, en la actual Turquía, dejando más de 1.300 muertos.
- 8 de mayo: Charílaos Trikoúpis es primer ministro de Grecia.
- 17 de mayo: en Louisville, Kentucky, Estados Unidos, la primera edición de la carrera de caballos Derby de Kentucky.
- 18 de mayo: la ciudad de Cúcuta (Colombia) es destruida por un terremoto de 7,5, que deja un saldo de 14.000 víctimas. También afecta al estado venezolano de Táchira.
- 22 de mayo: Albert Barnes Steinberger es el primer ministro de Samoa.

### Junio
- 2 de junio: en Estados Unidos, los kwahadis —últimos indios comanches que siguen combatiendo— se rinden al ejército.
- 19 de junio: en Bosnia y Herzegovina, levantamiento contra Turquía.

### Julio
- 7 de julio: en España ―en el marco de la tercera guerra carlista― se libra la Batalla de Treviño.

### Agosto
- 6 de agosto: en Ecuador es asesinado el presidente Gabriel García Moreno.

### Septiembre
- 7 de septiembre: en Uruguay da inicio la Revolución Tricolor contra el gobierno de Pedro Varela, es derrotada con facilidad, por Lorenzo Latorre y Máximo Santos (futuros presidentes del Uruguay).

### Octubre
- 15 de octubre: en la provincia de Santa Fe (Argentina), se funda la villa de Santa Teresa (actual ciudad de Totoras), ubicada aproximadamente a 450 km al norte de Buenos Aires (capital del país), y a 66 km al noroeste de Rosario.
- 28 de octubre: en Venezuela se inaugura el Panteón Nacional.

### Noviembre
- 11 de noviembre: parte desde Turín hacia Sudamérica la primera expedición de misioneros salesianos.
- 17 de noviembre: en Nueva York se funda de la Sociedad Teosófica.
- 17 de noviembre: en El Salvador se establece la Academia Salvadoreña de la Lengua.
- 21 de noviembre: en la provincia de Buenos Aires (Argentina) se funda el partido de Brandsen.

### Diciembre
- Inglaterra adquiere las acciones del Canal de Suez.
- En Francia, Jules Dufaure sustituye a Louis Buffet en la jefatura del gobierno.
- En Egipto, el pachá (rey) pone a la venta sus acciones del Canal de Suez.

## Arte y literatura
- Sully Prudhomme: Los vanos afectos.
- Mark Twain: Vida en el Misisipi.
- Émile Zola: La caída del abate Mouret.

## Ciencia y tecnología
- 3 de junio: en Alemania, el astrónomo Christian Heinrich Friedrich Peters (1813-1890) descubre el asteroide Adeona.
- 8 de junio: Alphonse Borrelly descubre el asteroide (146) Lucina.
- A. Bollee: primer automóvil a vapor.
- Hertwing observa el fenómeno de la fecundación sobre el huevo de erizo.
- Peters describe por primera vez el lobo marino antártico (Arctocephalus gazella).
- Se sondeó por primera vez la fosa  de las Marianas en el HMS Challenger

## Música
- 3 de marzo: en el Teatro de la Opéra-Comique de París (Francia) George Bizet estrena su ópera Carmen.
- Primera exposición del grupo impresionista.

## Deportes
- 26 de abril: en Lima (Perú) se funda el Club de Regatas Lima.
- La tercera edición de los Juegos Olímpicos de Zappas, el primer intento de resucitar los antiguos juegos olímpicos; en estos juegos participaron solo nacionales griegos.
- En Blackburn (Inglaterra) se funda el Blackburn Rovers.
- En Birmingham (Inglaterra) se funda el Birmingham City.

## Nacimientos

### Enero
- 7 de enero: Manuel Aranaz Castellanos, escritor cubano.
- 7 de enero: Gustav Flatow, gimnasta alemán.
- 9 de enero: Gertrude Vanderbilt Whitney, escultora y filántropa estadounidense (f. 1942).
- 9 de enero: Julio Herrera y Reissig, poeta uruguayo (f. 1910).
- 14 de enero: Albert Schweitzer, teólogo, filósofo, musicólogo y médico misionero alemán, premio nobel de la paz en 1952 (f. 1965).
- 17 de enero: Pedro Mata Domínguez, escritor español (f. 1946).
- 17 de enero: Florencio Sánchez, dramaturgo y periodista uruguayo (f. 1910).
- 17 de enero: Tomás Soley Güell, economista e historiador costarricense (f. 1943).
- 22 de enero: D. W. Griffith, cineasta estadounidense (f. 1948).
- 28 de enero: Julián Carrillo, compositor, director de orquesta y violinista mexicano (f. 1965).

### Febrero
- 14 de febrero: José Gascón y Marín, abogado y político español (f. 1962).
- 21 de febrero: Jeanne Calment, supercentenaria francesa y la persona más longeva de la historia. (f. 1997).

### Marzo
- 4 de marzo: Mihály Károlyi, primer ministro húngaro (f. 1955).
- 7 de marzo: Maurice Ravel, compositor francés (f. 1937).
- 11 de marzo: Narciso Alonso Cortés, poeta, investigador e historiador de la literatura español (f. 1972).
- 24 de marzo: Henry Hallett Dale, fisiólogo británico, premio nobel de medicina en 1936 (f. 1968).
- 26 de marzo: Syngman Rhee, político coreano, presidente entre 1948 y 1960 (f. 1965).

### Abril

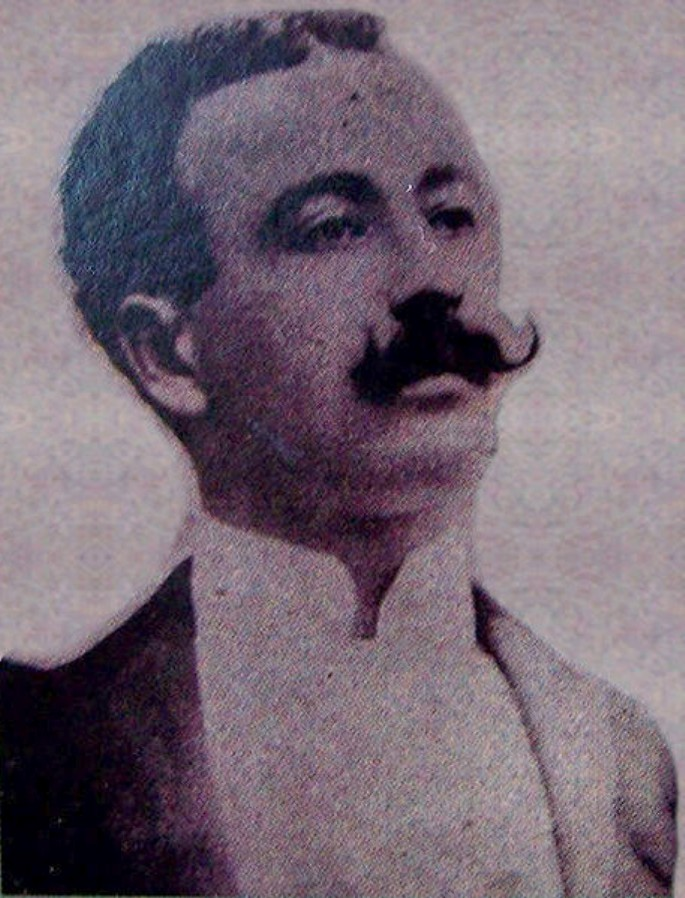
Juan Ramón Molina

- 4 de abril: Pierre Monteux, director de orquesta y músico francés (f. 1964).
- 9 de abril: Miguel de Carrión, escritor cubano (f. 1929).
- 17 de abril: Juan Ramón Molina, poeta hondureño (f. 1908).
- 14 de abril: Luigi Carnera, astrónomo italiano (f. 1962).
- 29 de abril: Rafael Sabatini, escritor italiano (f. 1950).

### Mayo
- 4 de mayo: Ramiro de Maeztu, escritor y político español (f. 1936).
- 14 de mayo: José Santos Chocano, poeta peruano (f. 1934).
- 24 de mayo: Robert Garrett, atleta estadounidense (f. 1961).
- 28 de mayo: José Cabrera Díaz, periodista español (f. 1939).
- 29 de mayo: Jorge Newbery, aviador, deportista, funcionario público, e ingeniero argentino (f. 1914).
- 30 de mayo: Manuel Carlés, escritor y político argentino, fundador de la banda terrorista ultraderechista Liga Patriótica Argentina (f. 1946).
- 30 de mayo: Giovanni Gentile, filósofo italiano (f. 1944).

### Junio
- 6 de junio: Thomas Mann, escritor alemán, premio nobel de literatura en 1929 (f. 1955).
- 28 de junio: Henri Léon Lebesgue, matemático francés (f. 1941).

### Julio
- 7 de julio: Froylán Turcios, poeta, narrador, editor, antólogo y periodista hondureño (f. 1943).
- 13 de julio: María Eugenia Vaz Ferreira, poetisa y profesora uruguaya (f. 1924)
- 15 de julio: Adolfo Díaz Recinos, presidente nicaragüense (f. 1964).
- 15 de julio: Joaquín Dualde Gómez, abogado y político español (f. 1963).
- 26 de julio: Carl Gustav Jung, psiquiatra suizo (f. 1961).
- 26 de julio: Antonio Machado, poeta español (f. 1939).

### Agosto
- 9 de agosto: Artur Bernardes, presidente brasileño (f. 1955).
- 14 de agosto: Eusebio Ayala, presidente paraguayo (f. 1942).
- 16 de agosto: Juho Sunila, primer ministro finlandés (f. 1936).
- 19 de agosto: Luis Labín Besuita, sindicalista y socialista español (f. 1948).

### Septiembre
- 3 de septiembre: Ferdinand Porsche, ingeniero austriaco (f. 1951).
- 11 de septiembre: Silvano Mosqueira, escritor paraguayo (f. 1954).
- 15 de septiembre: Alfredo Placencia, poeta y sacerdote mexicano (f. 1930).
- 18 de septiembre: Tomás Burgos Sotomayor, emprendedor chileno (f. 1945).

### Octubre
- 3 de octubre: Dr. Atl (Gerardo Murillo), pintor mexicano (f. 1964).
- 12 de octubre: Aleister Crowley, escritor y ocultista británico (f. 1947).
- 19 de octubre: Arturo Ambrogi, poeta y periodista salvadoreño (f. 1936).

### Noviembre
- 19 de noviembre: Mijaíl Kalinin, político soviético, firmante de la Ley de las espigas. (f. 1946)
- 14 de noviembre: Bruno H. Bürgel, escritor y astrónomo alemán (f. 1948).
- 22 de noviembre: Tomás Berreta, presidente uruguayo (f. 1947).

### Diciembre
- 12 de diciembre: Gerd von Rundstedt, militar alemán (f. 1953).
- 4 de diciembre: Rainer Maria Rilke, pintor austrohúngaro (f. 1926).

## Fallecimientos

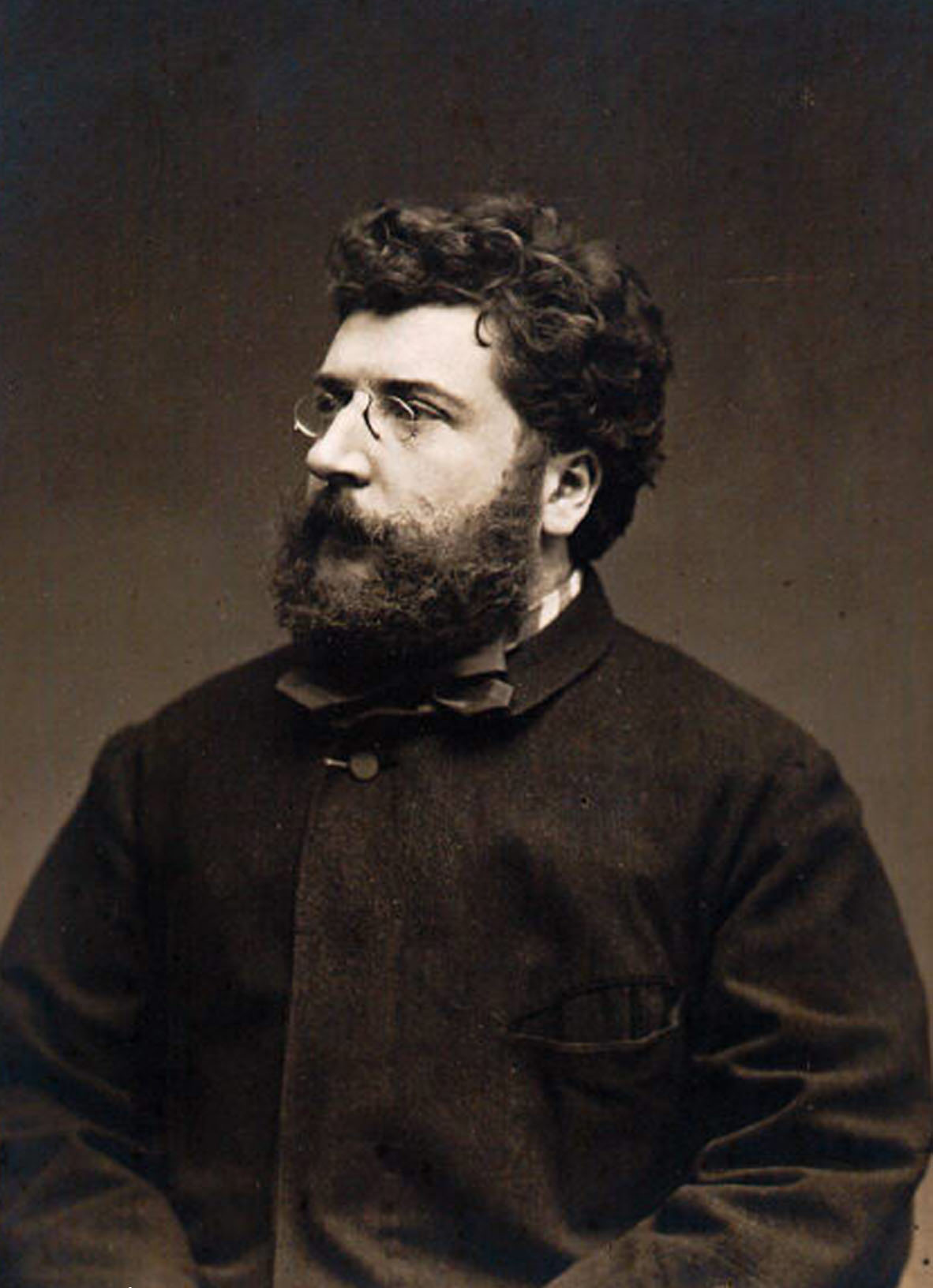
Georges Bizet.

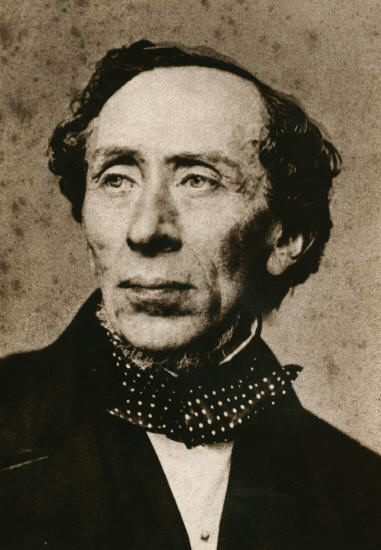
Hans Christian Andersen.

### Enero a junio
- 3 de enero: Pierre Athanase Larousse, gramático, lexicógrafo y enciclopedista francés (n. 1817).
- 30 de enero: Benito Iriarte, escritor, médico y político chileno (n. 1806).
- 8 de febrero: Pedro Fernández Madrid, político, escritor y educador colombiano (n. 1817).
- 22 de febrero: Camille Corot, pintor francés (n. 1796).
- 30 de marzo: Dalmacio Vélez Sarsfield, jurista, abogado y político argentino (n. 1800).
- 2 de abril: Francisco Coll i Guitart, santo catalán, fundador de las Dominicas de la Anunciata (n. 1812)
- 4 de abril: Karl Mauch, explorador alemán (n. 1837).
- 6 de abril: Moses Hess, filósofo alemán (n. 1812).
- 18 de abril: Giovanni Strazza, escultor italiano (n. 1818).
- 31 de mayo: Eliphas Lévi, mago y ocultista francés (n. 1810).
- 3 de junio: Georges Bizet, compositor y pianista francés (n. 1838).

### Julio a diciembre
- 4 de agosto: Hans Christian Andersen, escritor danés (n. 1805).
- 6 de agosto: Gabriel García Moreno, presidente ecuatoriano entre 1860 y 1865 (n. 1821).